# Jezioro Stojkowo
Der Jezioro Stojkowo (deutsch Stöckower See) ist ein Binnensee in der Woiwodschaft Westpommern in Polen. 
Der See liegt in Hinterpommern, etwa 115 Kilometer nordöstlich von Stettin, gleich westlich des Dorfes Stojkowo (Stöckow). 
Im Jahre 1918 wurde der Stöckower See im Rahmen von Meliorationsarbeiten trockengelegt. Die entstandene Fläche wurde als Wiesen genutzt, blieb aber sumpfig. Die Wiesen wurden mit dem Flurnamen Seemoor bezeichnet.
Heute besteht der See wieder. Er liegt im Gebiet der polnischen Gmina Dygowo (Landgemeinde Degow). 